# Bestaat u wel, Mr. Johns?
Bestaat u wel, Mr. Johns? is een hoorspel van Stanisław Lem. Existieren Sie, Mister Johns? werd in 1961 uitgezonden door Radio Bremen en op 25 februari 1973 onder de titel Gibt es Sie, Mr. Johns? door de Süddeutscher Rundfunk. C. Denoyer vertaalde het en de VARA zond het uit op woensdag 14 november 1973. De regisseur was Ad Löbler. Het hoorspel duurde 20 minuten.

## Rolbezetting
- Jan Borkus (Mr. Johns)
- Willy Ruys (de rechter)
- Hans Veerman (de advocaat)
- Huib Orizand (Mr. Donovan)

## Inhoud
De autocoureur Harry Johns bestaat op het einde van zijn carrière, waarin hij het ene ongeluk na het andere had, uitsluitend uit prothesen. Na de implantatie van een elektronische hersenhelft, weigert de andere helft dienst, uit weerstand tegen het vreemde voorwerp, en moet ook vervangen worden. Dat heeft invloed op het spreek- en denkvermogen van Mr. Johns. Voor de rechtbank moet nu opgehelderd worden, aan wie een dusdanig vervreemd lichaam en denkvermogen toebehoort: aan de monopolistische Cybernetic-Company, die de autocoureur stuk per stuk gereconstrueerd heeft, of nog altijd aan Harry Johns, die ooit als zoon van een automecanicien geboren werd. Waar begint en waar eindigt de menselijke identiteit?